# Ozbaʿal
Ozbaʿal war ein König von Kition auf Zypern. Seine Regierungszeit wird gewöhnlich nach 450 v. Chr. angesetzt. Er war der Nachfolger von Baʿalmelek. In seine Regierungszeit fällt die Eroberung von Idalion durch Kition.